# Flößerdenkmal

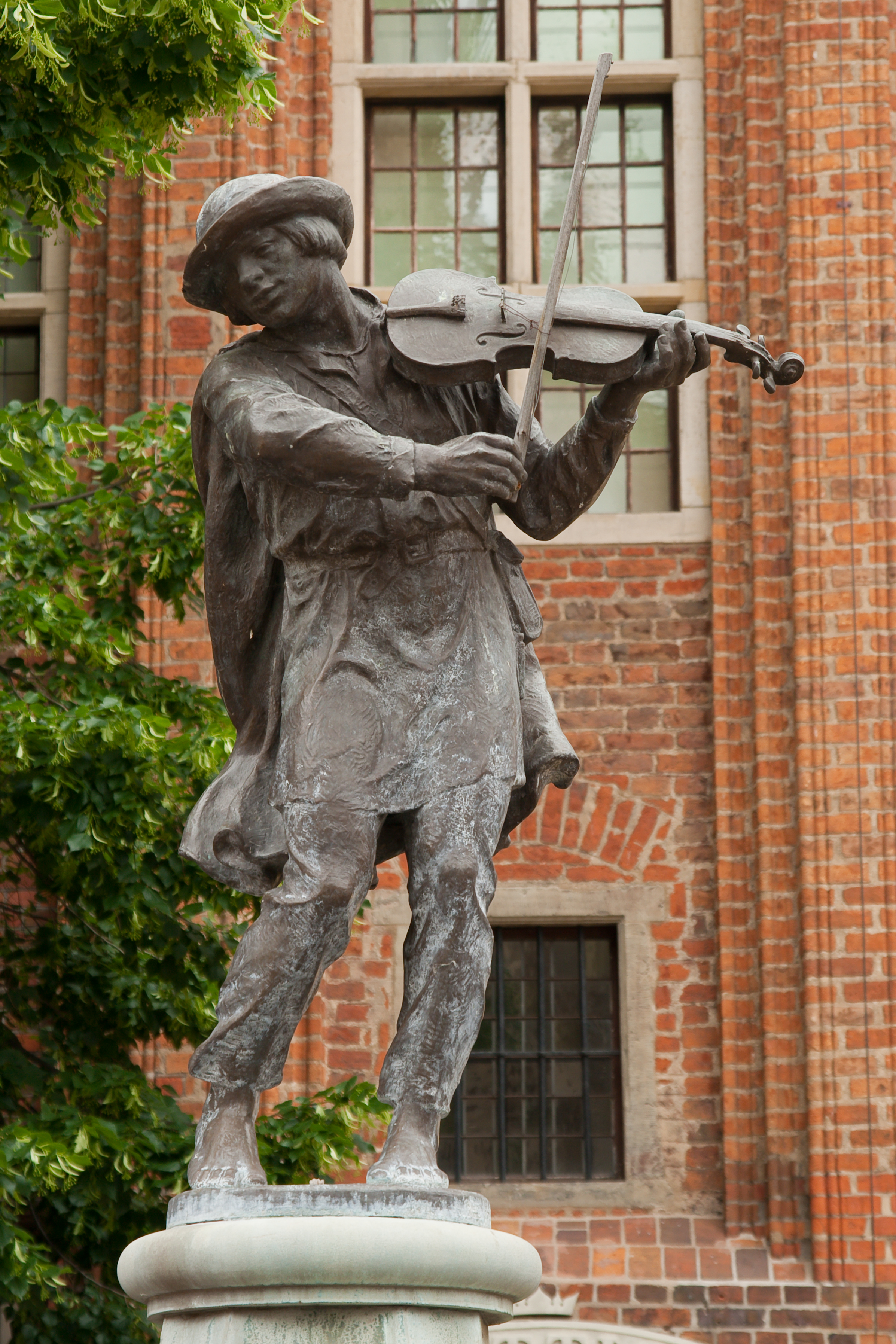
Flößersfigur

Das Flößerdenkmal ist ein Brunnen mit der Statue eines Geige spielenden Flößers in Toruń, Polen.

## Standort
Das Denkmal befindet sich in der Altstadt im westlichen Teil des Altstädter Marktes zwischen dem Altstadtrathaus und der Universitätskirche Hl. Geist.

## Geschichte
Die Skulptur schuf der Thorner Bildhauer Georg Wolf, der später nach Berlin zog. Das Denkmal wurde von den Bürgern finanziert und am 18. Juni 1914 im Hof des Rathauses offiziell enthüllt. Im Zuge des Zweiten Weltkriegs wurde es 1943 auf Veranlassung der Besatzungsbehörde abgebaut. Nach dem Krieg wurde der Flößer an verschiedenen Stellen aufgestellt. Zuerst war er Teil des Brunnens vor dem Collegium Minus (sog. „Mundharmonika“), dann stand er vor dem Rathaus und 1954 gelangte er in den Steingarten, einen Park, der in unmittelbarer Nähe des Schiefen Turms und der Überreste des Verteidigungssystems des Alt-Thorn-Tors angelegt wurde. 1983 kehrte die Brunnenskulptur in die Nähe des ursprünglichen Standortes zurück; sie wurde auf der Westseite des Altstädter Marktes aufgestellt – ungefähr an der Stelle des Kaiser-Wilhelm I-Denkmals, das 1919 entfernt wurde.

## Beschreibung
Die Bronzefigur steht auf einem Sandsteinsockel inmitten eines Sandsteinbrunnens, auf den acht Messingfrösche gesetzt sind, aus deren Mäulern das Wasser sprudelt.

## Legende vom Flößer
Einst war Toruń (dt. Thorn) ein Knotenpunkt für die Holzflößerei nach Gdańsk (dt. Danzig) und ein beliebter Rastplatz für die Flößer. Ein Indiz für die Flößerei in Toruń ist noch heute die dem Fluss und nicht dem Stadtzentrum zugewandte Flößeruhr des Johannesdoms. Einmal habe eine Überschwemmung oder nach anderer Version der Fluch einer aus der Stadt verbannten Bettlerin eine Froschplage in der Stadt ausgelöst. Die Lurche waren für die Stadt so lästig, dass der Bürgermeister einen beträchtlichen Geldbetrag und die Hand seiner Tochter als Belohnung für den aussetzte, der die Stadt von den Fröschen befreite. Dies gelang dem Flößer Iwo, der die Frösche mit seinem Geigenspiel anlockte und sie durch das Chełmno-Tor in den heutigen Bezirk Mokre führte. Dort blieben sie in den Feuchtgebieten von Mokre. Diesem legendären Flößer Iwo ist das Denkmal gewidmet.

## Flößerdenkmal in der Kultur
- Die Figur des Flößers ist das Markenzeichen des alljährlichen Kulturfestivals der Baltenländer Probaltica.
- Die Gold-, Silber- und Bronzefrösche, die während des Camerimage Festivals verliehen wurden, sind Repliken des Flößerdenkmals. Die ersten sieben Veranstaltungen fanden in Toruń statt.

## Sonstiges
Toruń gewann 2016 den vom Gemeindeportal veranstalteten Wettbewerb Stadt mit den schönsten Brunnen in Polen.

## Galerie

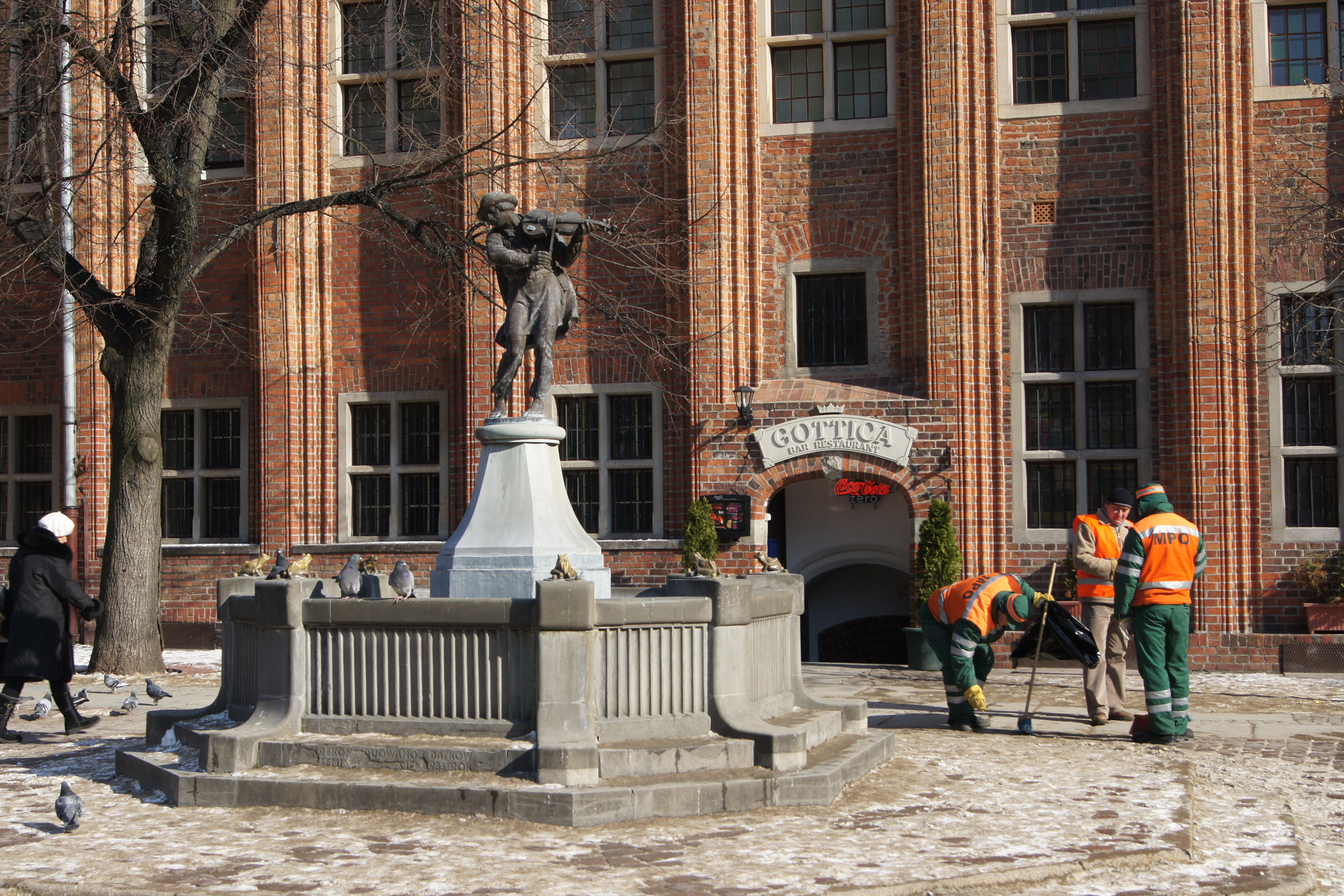
Frühling
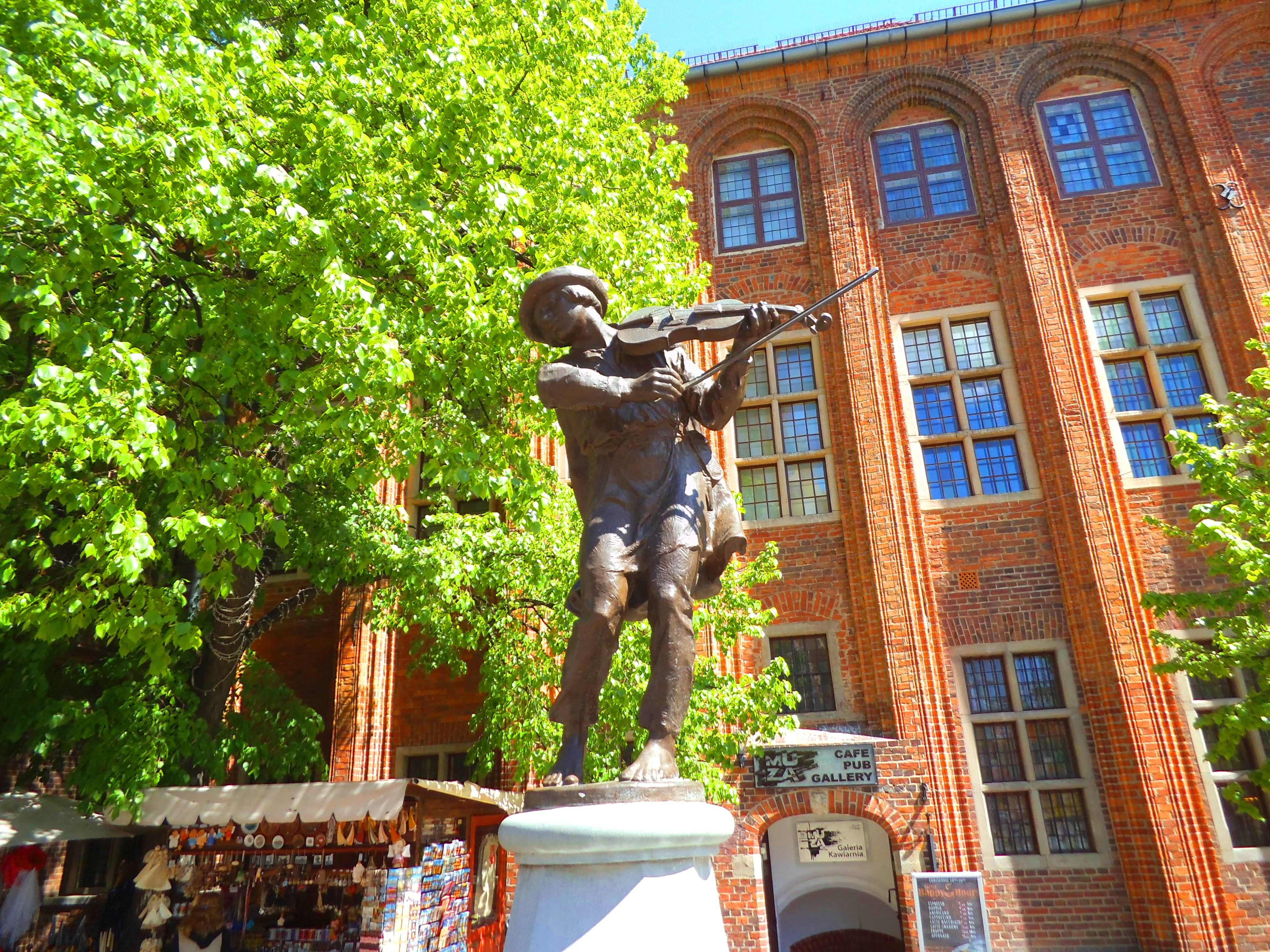
Sommer
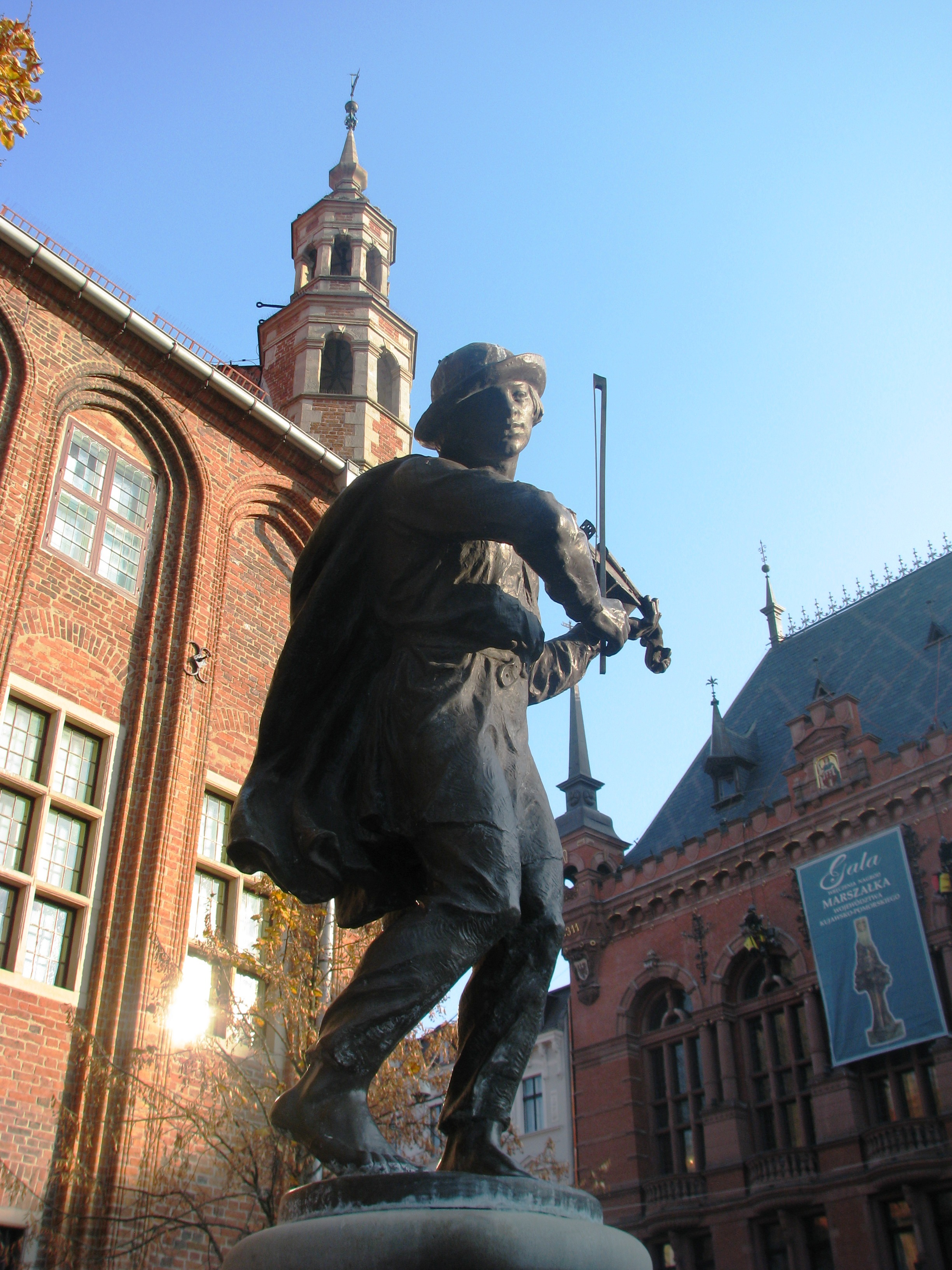
Herbst
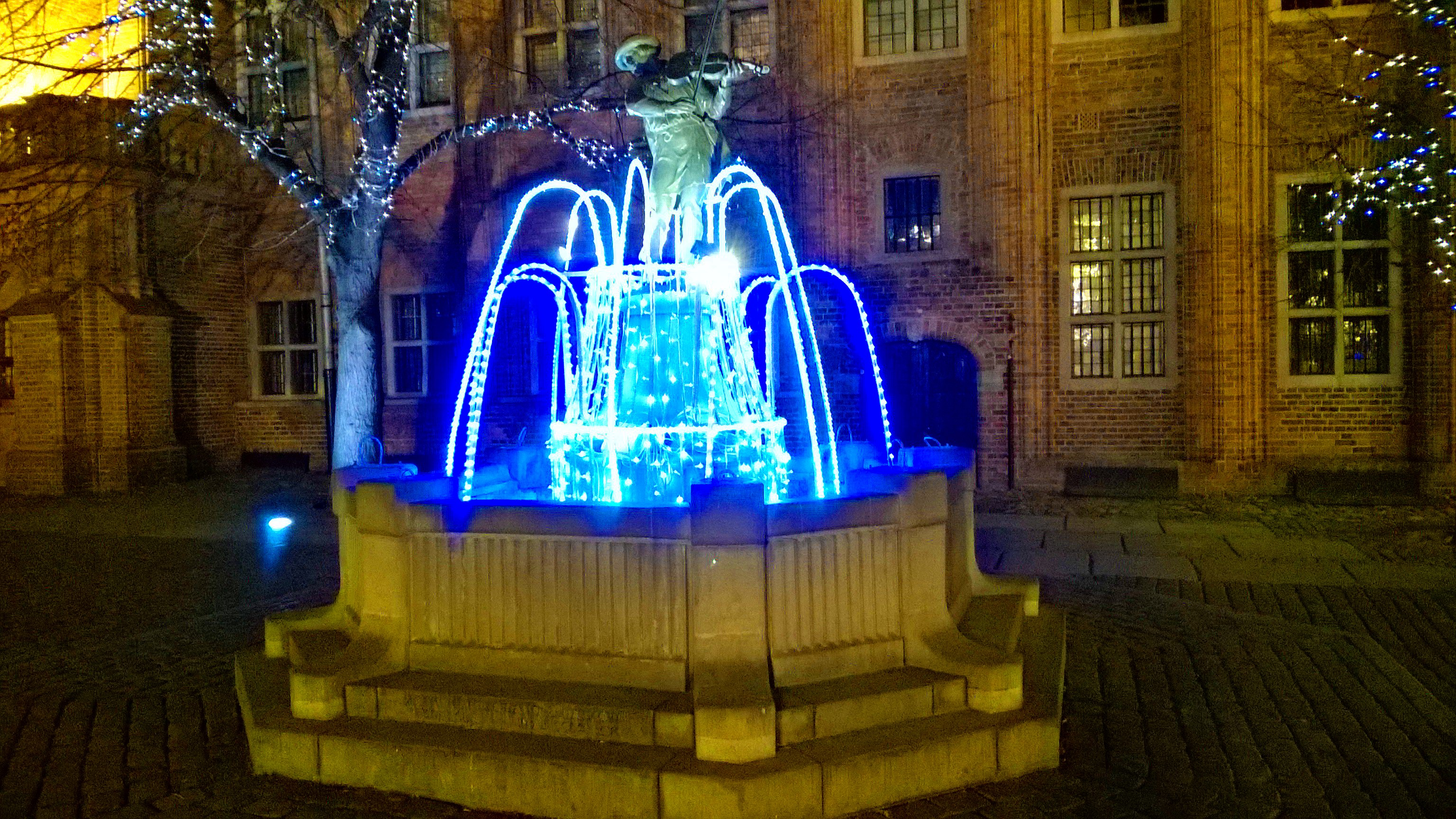
Winter
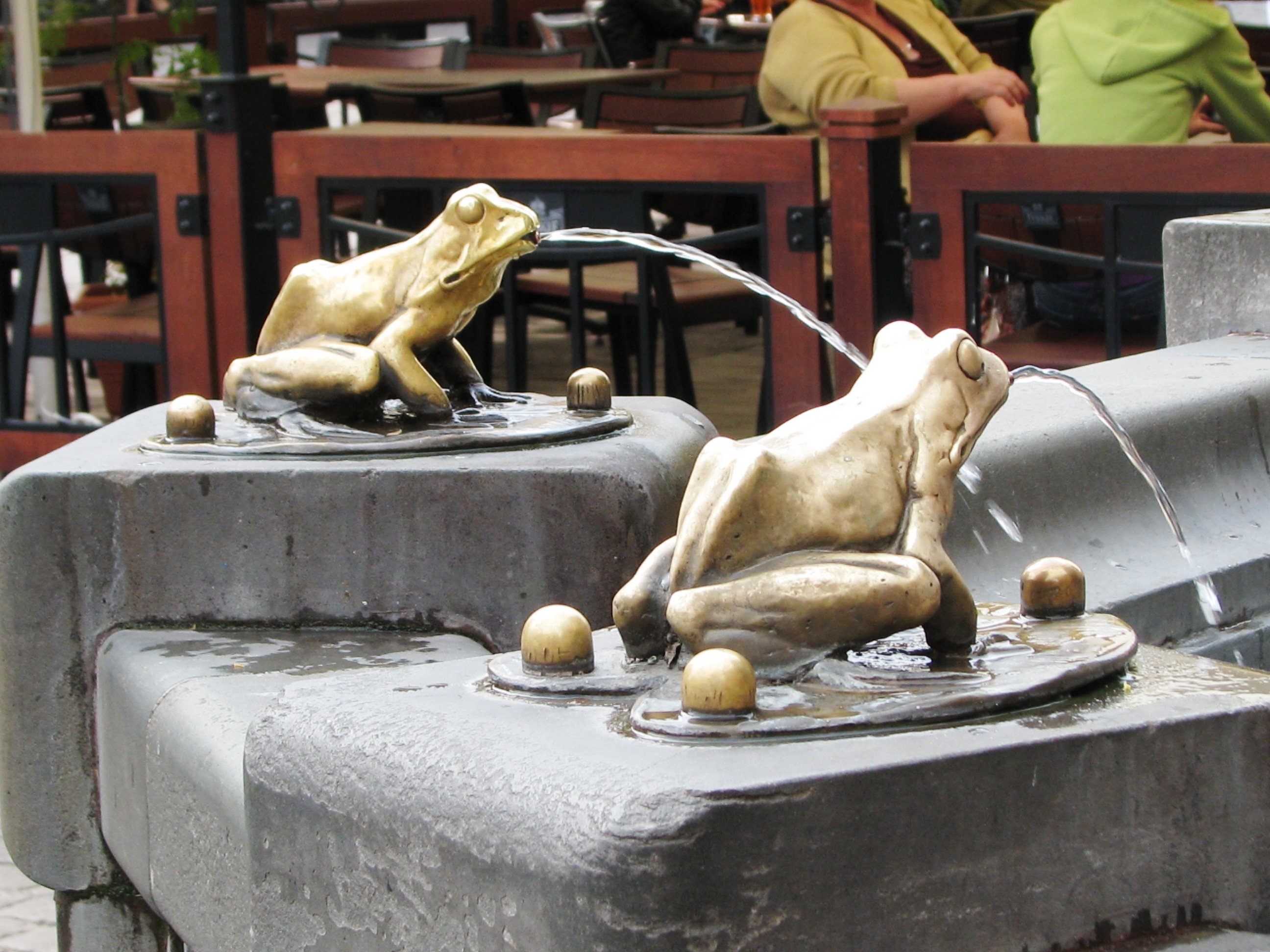
Frösche